# شاتو دي أوسثوفين

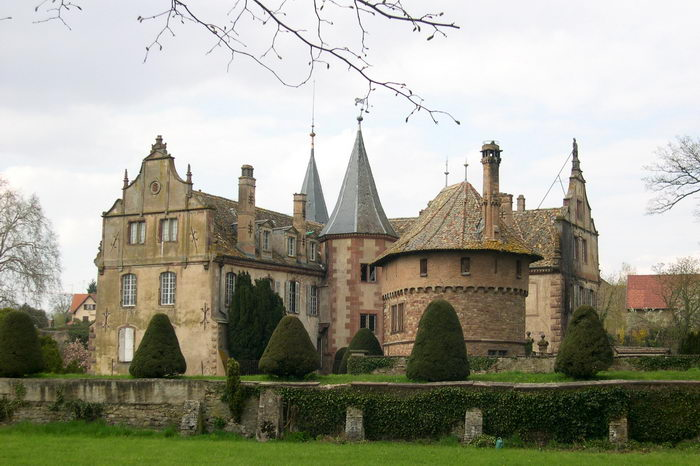

شاتو دي أوسثوفين هو قصر تم بنائه من قلعة قديمة تقع في بلديات فرنسا أوسثوفين في أقاليم فرنسا والتي تنتمي إلى الراين الأسفل (إقليم فرنسي) في فرنسا، حيث تقع على بعد حوالي 15 كيلومترا من ستراسبورغ.ويرجع تأريخها إلى القرن الثاني عشر أو القرن الثالث عشر. في عام 1963 تم أدراجها كنصب تأريخي من قبل وزارة الثقافة الفرنسية